# Huvudserien
Huvudserien i ett Hertzsprung-Russell-diagram är en kurva längs med vilken de flesta stjärnor befinner sig. En stjärna i huvudserien kallas huvudseriestjärna. Kurvan är jämförelsevis skarpt avgränsad, eftersom både spektralklassen och luminositeten hos en stjärna bestäms nästan enbart av stjärnans massa så länge den fortfarande förbränner väte genom fusion till helium – vilket de flesta stjärnor gör.
Solen, med spektralklass G2V, är ett exempel på en huvudseriestjärna: den har varit det i ungefär 4,5 miljarder år och kommer att fortsätta så i ytterligare ungefär 4,5 miljarder år. Efter att vätet i solens kärna förbrukats kommer den att börja förbränna helium, svälla upp och bli en röd jättestjärna.

## Exempelstjärnor
Tabellen nedan visar typiska värden för stjärnor längs huvudsekvensen. Värdena för luminositet (L), radie (R) och massa (M) är relativ i förhållande till en dvärgstjärna – nämligen vår egen stjärna, solen.
De faktiska värdena för en stjärna inom huvudserien kan variera så pass mycket som 20–30 procent från de angivna värdena nedan.
| Klassificering stjärnklass | Radie | Massa | Luminositet | Temperatur | Exempel[3]                        |
| -------------------------- | ----- | ----- | ----------- | ---------- | --------------------------------- |
| Klassificering stjärnklass | R☉    | M☉    | L☉          | K          | Exempel[3]                        |
| O6                         | 18    | 40    | 500000      | 38000      | Theta1 Orionis C                  |
| B0                         | 7,4   | 18    | 20000       | 30000      | Fi1 Orionis                       |
| B5                         | 3,8   | 6,5   | 800         | 16400      | Pi Andromedae A                   |
| A0                         | 2,5   | 3,2   | 80          | 10800      | Alfa Coronae Borealis A           |
| A5                         | 1,7   | 2,1   | 20          | 8620       | Beta Pictoris                     |
| F0                         | 1,3   | 1,7   | 6           | 7240       | Gamma Virginis                    |
| F5                         | 1,2   | 1,3   | 2,5         | 6540       | Eta Arietis                       |
| G0                         | 1,05  | 1,10  | 1,26        | 5920       | Beta Comae Berenices              |
| G2                         | 1,00  | 1,00  | 1,00        | 5780       | Solen … är en typisk G2V-stjärna. |
| G5                         | 0,93  | 0,93  | 0,79        | 5610       | Alfa Mensae                       |
| K0                         | 0,85  | 0,78  | 0,40        | 5240       | 70 Ophiuchi A                     |
| K5                         | 0,74  | 0,69  | 0,16        | 4410       | 61 Cygni A                        |
| M0                         | 0,63  | 0,47  | 0,063       | 3920       | Gliese 185[3]                     |
| M5                         | 0,32  | 0,21  | 0,0079      | 3120       | EZ Aquarii A                      |
| M8                         | 0,13  | 0,10  | 0,0008      | 2660       | Van Biesbroecks stjärna           |